# 글쓰기 전문가 그룹
글쓰기 전문가 그룹(Korea Writing Professional Group, 약칭 ‘kwpg’)은 현직 언론 기자가 대표로 있는 문서 작성 대행 전문 기업이다. △ 일반 문서 △ 업무 문서 △ 언론 보도자료 △ 추천서, 자기소개서(자소서) 작성을 대행한다.